# Helotium boudieri
Helotium boudieri är en svampart som beskrevs av Sacc. 1892. Helotium boudieri ingår i släktet Helotium och familjen Helotiaceae.   Inga underarter finns listade i Catalogue of Life.